# 김정호 (1984년)
김정호(한국 한자: 金政鎬, 1984년 1월 10일 ~ )는 대한민국의 전 축구 선수이며, 포지션은 수비수였다.